# Константинов, Иван Кузьмич
Иван Кузьмич Константинов  (17 мая 1926 — 19 июля 1995) — передовик советского машиностроения, наладчик Четвёртого государственного подшипникового завода Министерства автомобильной промышленности СССР, город Куйбышев, Герой Социалистического Труда (1971).

## Биография
Родился в 1926 году в селе Малая Глушица, ныне Большеглушицкого района, Самарской области.
В начале Великой Отечественной войны, с 1941 года, стал работать кондитером на хлебзаводе №4 в городе Чапаевск. В ноябре 1943 года мобилизован в Красную Армию. Участник Великой Отечественной войны. Снайпер второго стрелкового батальона 353-го стрелкового полка 114-й гвардейской стрелковой дивизии. Гвардии ефрейтор. В мае 1945 года представлен к награждению орденом Славы 3-й степени.
В 1951 году, демобилизовавшись из армии, приехал в город Куйбышев. Стал работать расточником на Средневолжском станкостроительном заводе. С 1952 года трудился хромировщиком. С 1955 года - наладчик. Возглавил отстающую бригаду, которую вывел в передовики производства. В 1966 году вступил в члены КПСС.     
Указом Президиума Верховного Совета СССР от 5 апреля 1971 года за достижение высоких показателей в производстве и успехи в автомобильной промышленности Ивану Кузьмичу Константинову присвоено звание Героя Социалистического Труда с вручением ордена Ленина и медали «Серп и Молот».
В 1974 году завершил обучение в школе рабочей молодежи. С мая 1987 года на пенсии.
Избирался членом Куйбышевского горкома КПСС, депутатом Куйбышевского областного Совета депутатов.
Проживал в городе Самаре. Умер 19 июля 1995 года.

## Награды
За трудовые и боевые успехи был удостоен:
- золотая звезда «Серп и Молот» (05.04.1971)
- орден Ленина (05.04.1971)
- Орден Октябрьской Революции (11.03.1976)
- Орден Отечественной войны II степени (11.03.1985)
- Орден Славы III степени (04.05.1945)
- другие медали.
- Почётный гражданин города Куйбышева (04.11.1976).